# Übigau
Übigau ist ein Stadtteil im Nordwesten von Dresden und gehört zum Stadtbezirk Pieschen. Es wurde erstmals 1324 als Vbegowe erwähnt und hat in seinem Ortskern die Form eines Sackgassendorfes. Am Dorfplatz („Die Tränke“ – Altübigau) ist noch ein Schlussstein von 1720 erhalten. In der Barockzeit gewann Übigau durch sein Schloss an Bekanntheit, aber erst durch die Industrialisierung auch an Einwohnern (1895: 1.300). Im Jahre 1903 wurde es nach Dresden eingemeindet.

## Lage und Geschichte
Trotz seiner unmittelbaren Nähe zur Elbe konnten auch die größten Hochwasser dem Ort nichts anhaben, weil er acht Meter über dem Elbniveau liegt. Übigau gehört trotz seiner Größe und bedeutenden Industrie seit langem zum alten, 1273 gegründeten Kirchdorf Kaditz; mit Mickten ging es 1873 eine Schulgemeinschaft ein. 1559 wurde es vom bischöflichen Amt Stolpen an das landesherrliche Amt Dresden übergeben.
Außer seiner ruhigen Stadtrandlage und dem Schloss hat Übigau eine interessante Industriegeschichte zu bieten. In der Maschinenbauanstalt Übigau wurde 1839 die erste brauchbare Dampflokomotive, die LDE – Saxonia, in Deutschland gefertigt. Auch der erste sächsische Personendampfer wurde hier gebaut, wovon noch der große 45-Tonnen-Schiffskran der Kette-Werft kündet, und die damals längste genietete Blechträgerbrücke Europas, die Übigau zugerechnet wird, obwohl sie auf der Flur von Kaditz liegt. Anfang des 21. Jahrhunderts wurde die Brücke durch einen Neubau ersetzt (siehe Flügelwegbrücke).

### Schloss Übigau 1724 und UNESCO 2004

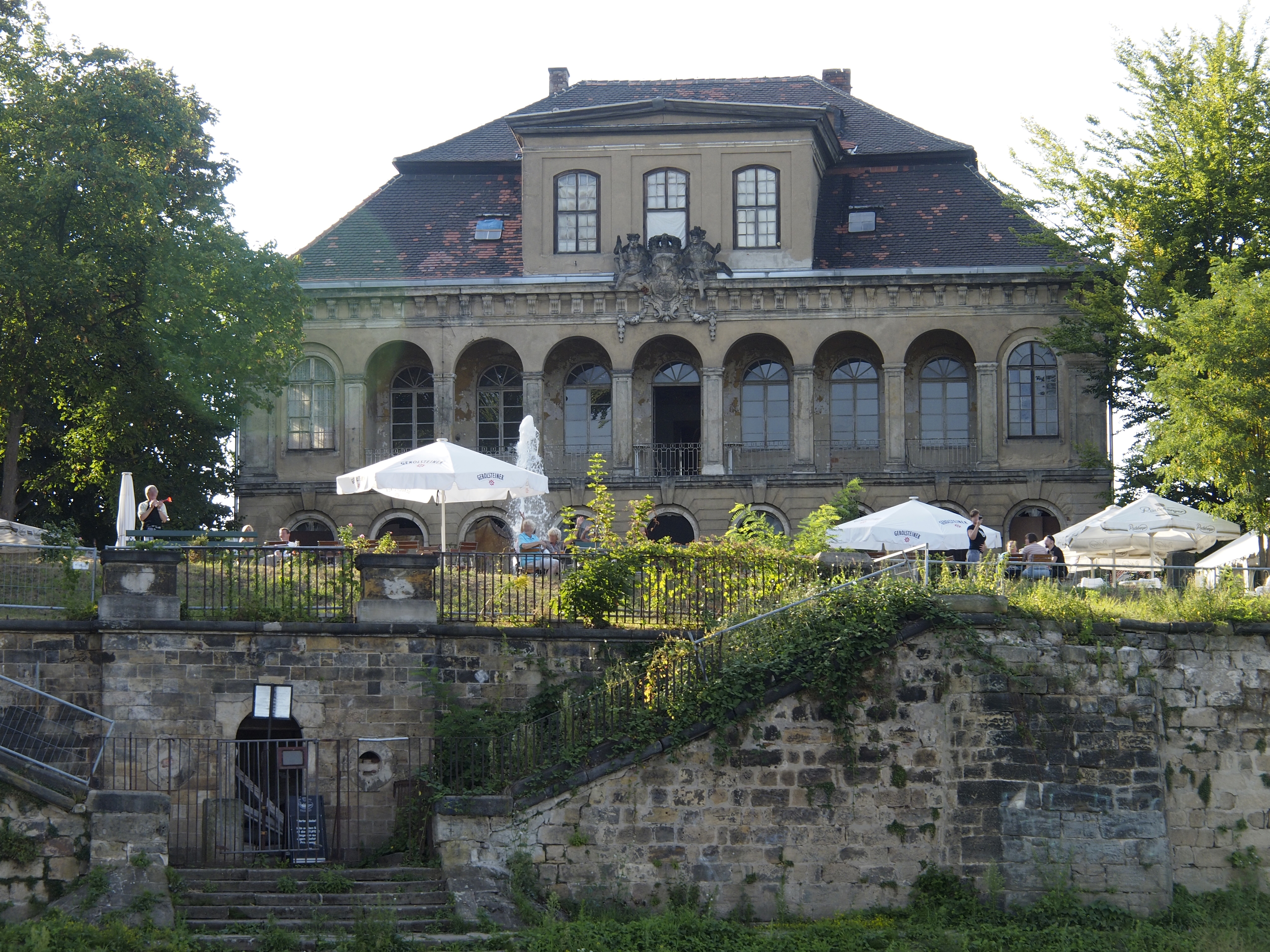
Schloss Übigau von der Elbseite aus gesehen

Mit dem barocken Schloss Übigau beginnt – flussaufwärts gesehen – das Dresdner Elbtal im kulturhistorischen Sinn. Von 2004 bis zur Aberkennung des Welterbe-Titels im Jahr 2009 zählten Schloss und Dorfkern Übigau auch zum als UNESCO-Welterbe ausgewiesenen Teil des Elbtals.
Das Schloss wurde 1724/25 von Feldmarschall Graf Flemming, einem Minister Augusts des Starken, an der Stelle von vier Weingärten der rechtselbischen Terrassen errichtet. Der Architekt und Hofbaumeister Eosander von Göthe wirkte auch am Berliner Stadtschloss mit. Mit sieben von neun Achsen, die sich in Loggien verschwenderisch zum Elbtal öffnen, mutet Schloss Übigau fast venezianisch an.
Gegen eine hohe Summe übernahm 1726 der Landesfürst den auf einem Hügel thronenden Bau. Sein Nachfolger Friedrich August II. schenkte es 1733 seinem Minister Graf Sulkowski, kaufte es aber nach dessen Sturz 1736 zurück. 1753 fand von Übigau bis zum Wilden Mann eine große Truppenparade des sächsischen Heeres statt. Da es dabei als Lustlager diente, wurde es als Sitz aufgegeben und dort 1770 eine Gaststätte für die Dresdner Bürger eingerichtet. Nach Plünderungen 1813 versteigerte der sächsische Hof das Schloss 1831 an den Dresdner Ratsherrn und Zimmermeister Paul Siemon. Nach der Renovierung wurde das Schloss Sitz des Maschinenbauvereins von Johann Andreas Schubert und 1886 der Schiffswerft „Kette“. Als es um 1920 langsam verfiel, wäre es fast zum Abbruch gekommen. Mehrere Jahre gehörte das Schloss der 
KPD und wurde nach dem Zweiten Weltkrieg zum Verwaltungsgebäude der VEB Dampfkesselbau, steht aber seit 1991 leer. Die Stadt bemüht sich, den Besitzer des Schlosses zu Renovierungsarbeiten zu bewegen.
Nördlich des Schlosses wurde 1954 das zum Transformatoren- und Röntgenwerk (TuR) gehörige Kulturhaus errichtet, in dem viele Größen des DDR-Kulturbetriebs aufgetreten sind. Das im Jahre 2000 sanierte Gebäude ist seither das Atelier von Eberhard Bosslet, der an der Hochschule für Bildende Künste Dresden lehrt.